# قلعة تل
قلعة تل هي مدينة إيرانية تقع في البلدة المركزية من مقاطعة باغ ملك في محافظة خوزستان. حسب إحصاءات المركز الرسمي للإحصاءات الإيرانية في 2006 كان يسكن قلعة تل 8604 شخص.